# Sinstauchira
Sinstauchira är ett släkte av insekter. Sinstauchira ingår i familjen gräshoppor.
Kladogram enligt Catalogue of Life:
| Sinstauchira | \| \| Sinstauchira gressitti \| \| \| \| \| \| Sinstauchira hui \| \| \| \| \| \| Sinstauchira pui \| \| \| \| \| \| Sinstauchira ruficornis \| \| \| \| \| \| Sinstauchira yaoshanensis \| \| \| \| \| \| Sinstauchira yunnana \| \| \| \| |
|              | \| \| Sinstauchira gressitti \| \| \| \| \| \| Sinstauchira hui \| \| \| \| \| \| Sinstauchira pui \| \| \| \| \| \| Sinstauchira ruficornis \| \| \| \| \| \| Sinstauchira yaoshanensis \| \| \| \| \| \| Sinstauchira yunnana \| \| \| \| |
|              | Sinstauchira gressitti |
|              | |
|              | Sinstauchira hui |
|              | |
|              | Sinstauchira pui |
|              | |
|              | Sinstauchira ruficornis |
|              | |
|              | Sinstauchira yaoshanensis |
|              | |
|              | Sinstauchira yunnana |
|              | |